# Cnemidocarpa traustedti
Cnemidocarpa traustedti är en sjöpungsart som först beskrevs av Sluiter 1890.  Cnemidocarpa traustedti ingår i släktet Cnemidocarpa och familjen Styelidae. Inga underarter finns listade i Catalogue of Life.